# Nova Zelândia nos Jogos Paralímpicos de Verão de 1976
Nova Zelândia participou dos Jogos Paralímpicos de Verão de 1976, que foram realizados na cidade de Toronto, no Canadá, entre os dias 3 e 11 de agosto de 1976.
Obteve 13 medalhas, das quais 7 de ouro.